# Hervé Jamet
 (juin 2020).
Si vous disposez d'ouvrages ou d'articles de référence ou si vous connaissez des sites web de qualité traitant du thème abordé ici, merci de compléter l'article en donnant les références utiles à sa vérifiabilité et en les liant à la section « Notes et références ».
Hervé Jamet, né à Nantes en 1974, est un compositeur, orchestrateur, pédagogue, clarinettiste et pianiste accompagnateur français.

## Biographie
Hervé Jamet effectue ses études musicales au Conservatoire national supérieur de musique et de danse de Paris où il étudie avec des personnalités telles que Jean-François Zygel et Thierry Escaich et y obtient quatre premiers prix : harmonie, orchestration, polyphonie de la Renaissance, fugue et sonate.
Il est actuellement professeur d'écriture musicale au Conservatoire à rayonnement régional de Strasbourg et au Conservatoire national supérieur de musique et de danse de Paris.
Pour le cinéma, il participe aux bandes originales du compositeur Evgueni Galperine en orchestrant (Le Renard et l'Enfant de Luc Jacquet, Malavita de Luc Besson) et composant (Eva de Kike Maíllo, musique nommée aux Prix Goya).